# Adour
Adour je řeka v jihozápadní Francii (Nová Akvitánie, Okcitánie). Je 335 km dlouhá.

## Průběh toku
Pramení v centrální části Pyrenejí. Teče na západ přes vysočinu Armagnac a na jih Garonskou rovinou do Biskajského zálivu.

## Vodní režim
Vyšší stav nastává na jaře a na podzim. Průměrný průtok činí 360 m³/s.

## Využití
Vodní doprava je možná do města Saint-Sever. Využívá se na zavlažování.

## Města na řece
- Aire-sur-l’Adour
- Bagnères-de-Bigorre
- Bayonne
- Dax
- Maubourguet
- Saint-Paul-lès-Dax
- Saint-Sever
- Tarbes